# Titularbistum Epiphania in Syria
Epiphania in Syria (ital.: Epifania di Siria) ist ein Titularbistum der römisch-katholischen Kirche.
Es geht zurück auf einen früheren Bischofssitz Hama in der römischen Provinz Syria Coele bzw. Syria. Der Bischofssitz war der Kirchenprovinz Apamea in Syria zugeordnet.
| Titularbischöfe von Epiphania in Syria |                                                       |                                                                |                   |                    |
| Nr.                                    | Name                                                  | Amt                                                            | von               | bis                |
| 1                                      | Vartan Hunanian                                       | Koadjutorbischof der Armenischen Erzeparchie Lemberg (Ukraine) | 26. Januar 1675   | 1681               |
| 2                                      | Franz Anton von Harrach zu Rorau                      | Koadjutorbischof von Wien (Österreich)                         | 21. November 1701 | 7. Januar 1702     |
| 3                                      | Giovanni Domenico Xiberras OSIoHieros                 |                                                                | 19. Oktober 1727  | 1751               |
| 4                                      | Giovanni Battista Albrici Pellegrini                  |                                                                | 5. Oktober 1751   | 21. Juli 1760      |
| 5                                      | Johann Nepomuk Augustin von Hornstein zu Hohenstoffen | Weihbischof in Konstanz (Deutschland)                          | 16. Mai 1768      | 16. Dezember 1805  |
| 6                                      | Luigi Ermini                                          | Weihbischof in Porto und Santa Rufina (Italien)                | 30. Dezember 1908 | 4. Dezember 1914   |
| 7                                      | Pierre Feghali                                        |                                                                | 23. Februar 1919  | 20. Juli 1944      |
| 8                                      | Pietro Sfair                                          | Bischofsordinarius für Maroniten in Rom                        | 11. März 1953     | 11. März 1960      |
| 9                                      | Volodymyr Malanczuk CSsR                              | Apostolischer Exarch von Frankreich (Frankreich)               | 22. Juli 1960     | 29. September 1990 |